# Pel-et-Der
Pel-et-Der è un comune francese di 148 abitanti situato nel dipartimento dell'Aube nella regione del Grand Est.

## Società

### Evoluzione demografica
Abitanti censiti